# Nivnice
Nivnice este un sat și comună (obec) în districtul Uherské Hradiště din regiunea Zlín a Republicii Cehe.
Comuna acoperă o suprafață de 25,47 km2 și are o populație de 3.293 de locuitori (conform datelor din 28 august 2006).
Nivnice se află la aproximativ 17 km sud-est de Uherské Hradiště, la 29 km sud de Zlín și la 264 km sud-est de Praga.